# Бориспіль (аеропорт)
Міжнародний аеропорт «Бори́спіль» (IATA: KBP, ICAO: UKBB), (англ. Boryspil International Airport) — основний і найбільший пасажирський міжнародний аеропорт України та її столиці, який обслуговує Київ, Київську агломерацію та інші регіони України, забезпечуючи майже дві третини авіапасажирських перевезень у країні. Єдиний аеропорт України, який має трансконтинентальний статус. Щороку обслуговує понад 15 млн національних та іноземних пасажирів.
Офіційна назва — Державне підприємство «Міжнародний аеропорт "Бориспіль"».

## Географія
Аеропорт розташований за 29 км на південний схід від Києва та за 6 км від центру міста Бориспіль. Пасажирські термінали та залізнична станція «Бориспіль-Аеропорт» розташовані на території села Гора, а злітно-посадкові смуги — у межах Бориспільського району Київської області.
«Бориспіль» вдало розташований на перетині багатьох повітряних шляхів, що сполучають Азію з Європою та Америкою. Понад 40 національних і зарубіжних авіакомпаній здійснюють з «Борисполя» пасажирські та вантажні перевезення за 77 регулярними маршрутами по всьому світу.

## Історія
Із розвитком реактивної авіації наприкінці 1950-х років зросли вимоги до якості інфраструктури. Перед керівництвом УРСР та цивільної авіації постало питання будівництва аеропорту, здатного обслуговувати літаки вагою понад 100 тон. Альтернативно розглядалася реконструкція аеропорту в Жулянах, проте, аби дотриматися норм безпеки та подолати обмеження для аеропортів у межах міст, було вирішено будувати новий аеропорт поблизу комплексу військово-повітряних сил у Борисполі. Цьому сприяла наявність там автомобільного шосе, відповідної злітно-посадкової смуги з твердим покриттям, та можливість тимчасового базування, спільного із військовими.
Після санкціонування базування цивільних літаків на військовому аеродромі, підготовка аеропорту до відкриття відбувалась досить оперативно. Будівельні роботи проводили у цілодобовому режимі.
Умови для роботи персоналу й обслуговування пасажирів були поганими, адже все відбувалося в невеликих, тимчасових і малопристосованих приміщеннях. Аби хоч якимсь чином поліпшити настрій людям, керівництво аеропорту вирішило розмістити щит із макетом терміналу (див. слайд нижче).
Спочатку планувалося, що обслуговування пасажирів буде розділено за рівнями, буде побудована галерея з телескопічними трапами. Однак від галереї відмовилися через невирішені питання з виготовленням останніх, а обслуговування пасажирів (приліт і виїзд) було вирішено здійснювати на першому поверсі на рівні перону.
У травні 1959 Рада Міністрів СРСР прийняла постанову про створення на базі військового аеродрому «Бориспіль» аеропорту Цивільного повітряного флоту Київ (Центральний) та постановила забезпечити його сучасними літаками, наземним обладнанням і радіотехнічними засобами.
30 червня 1959 року начальник Головного управління ЦПФ (Цивільний повітряний флот) підписав наказ № 265 про створення аеропорту.
7 липня 1959 року було прийнято перший рейс. Його здійснив екіпаж Московського управління цивільної авіації на Ту-104 за маршрутом Москва — Київ — Москва. На борту було 100 пасажирів (переважно керівники авіації та журналісти) та 1600 кг вантажу. У перший рік діяльність здійснювалась у польових умовах (шести наметах), а згодом ― у тимчасових приміщеннях. Однак за такий короткий період аеропорт «Бориспіль» вийшов на третє місце за обсягом пасажирських перевезень серед аеропортів України (після аеропорту Сімферополя та «Жулян»).
З 10 липня 1959 р. рейси Ту-104 стали регулярними. До листопада 1960 року польоти до аеропорту Київ (Центральний) виконували екіпажі Московського, Ленінградського і Грузинського управлінь цивільної авіації.
1960 року аеропорт «Бориспіль» почав приймати міжнародні рейси до Будапешта, Відня, Софії. Того ж року на базі ескадрильї Ан-10 був організований авіазагін № 208 турбогвинтових літаків Ту-104 і Ан-10, об'єднаний із аеропортом «Бориспіль».
1961 р. — інститутом «Київпроект» розроблено проєкт аеровокзалу. Будівництво нового терміналу в Борисполі тривало три роки. Нульовий цикл робіт розпочато одночасно по всьому периметру терміналу. Наземна частина була побудована двома етапами: спочатку були побудовані ліве та праве крила, потім почалося будівництво центральної частини під куполом. Тогочасний проєкт передбачав площу приміщення 20 300 м2. Довжина терміналу становила 230 метрів, ширина — 50 метрів, об'єм — 107 500 м3, пропускна здатність в час пік ― 1600 пасажирів на годину. Головна складова терміналу ― це простір під куполом. Він складається з бетонних плит з розмірами кожної 8,1×2,6 м вагою до 7 тон. Для піднімання плит кран довелось встановити на земляний насип висотою 7 метрів. Зсередини стелю покрито 1100-ма спеціальними акустичними панелями (вага кожної — 80 кг).
1963 року був організований Бориспільський об'єднаний авіазагін, до якого ввійшли аеропорт «Бориспіль» та льотний авіазагін № 208. У 1971 році у складі Бориспільського об'єднаного авіазагону був організований другий льотний загін — № 222. Станом на 1974 рік льотний загін № 208 складався з трьох авіаескадриль турбореактивних літаків Ту-134 і Ту-104, а льотний загін № 222 — з двох авіаескадриль турбоґвинтових літаків Іл-18 та авіаескадрильї літаків Ту-154.
20 травня 1965 року був відкритий новий Бориспільський аеровокзал. Аеропорт «Бориспіль» був обладнаний для автоматизованої посадки літаків за метеомінімуму 1-ї категорії. Тогочасні нормативи з пропускної спроможності становили 1400 пасажирів на внутрішні та 200 — на міжнародні рейси. Аеровокзал був другим за розміром після московського аеропорту «Домодєдово» та одним з найбільших в Європі. Москвичі дали назву бориспільському терміналу «Критий ринок», натомість українські авіатори прозвали домодєдовський «Конюшнею».
1971 р. — Відкриття другої ЗПС 18R/36L довжиною 3,5 км. Оскільки кількість пасажирів зростала, виникла необхідність будівництва додаткової злітно-посадкової смуги. Крім цього, було збудовано радіоелектромайстерні, лабораторний корпус АТБ, аварійно-рятувальну станцію, комплекс засобів вторинної радіолокації.
1982 р. — розпочалося будівництво центру автоматизованої системи управління повітряним рухом в Україні «Стріла». Вона полегшила роботу диспетчерів, екіпажів літаків та покрила практично всю територію України.

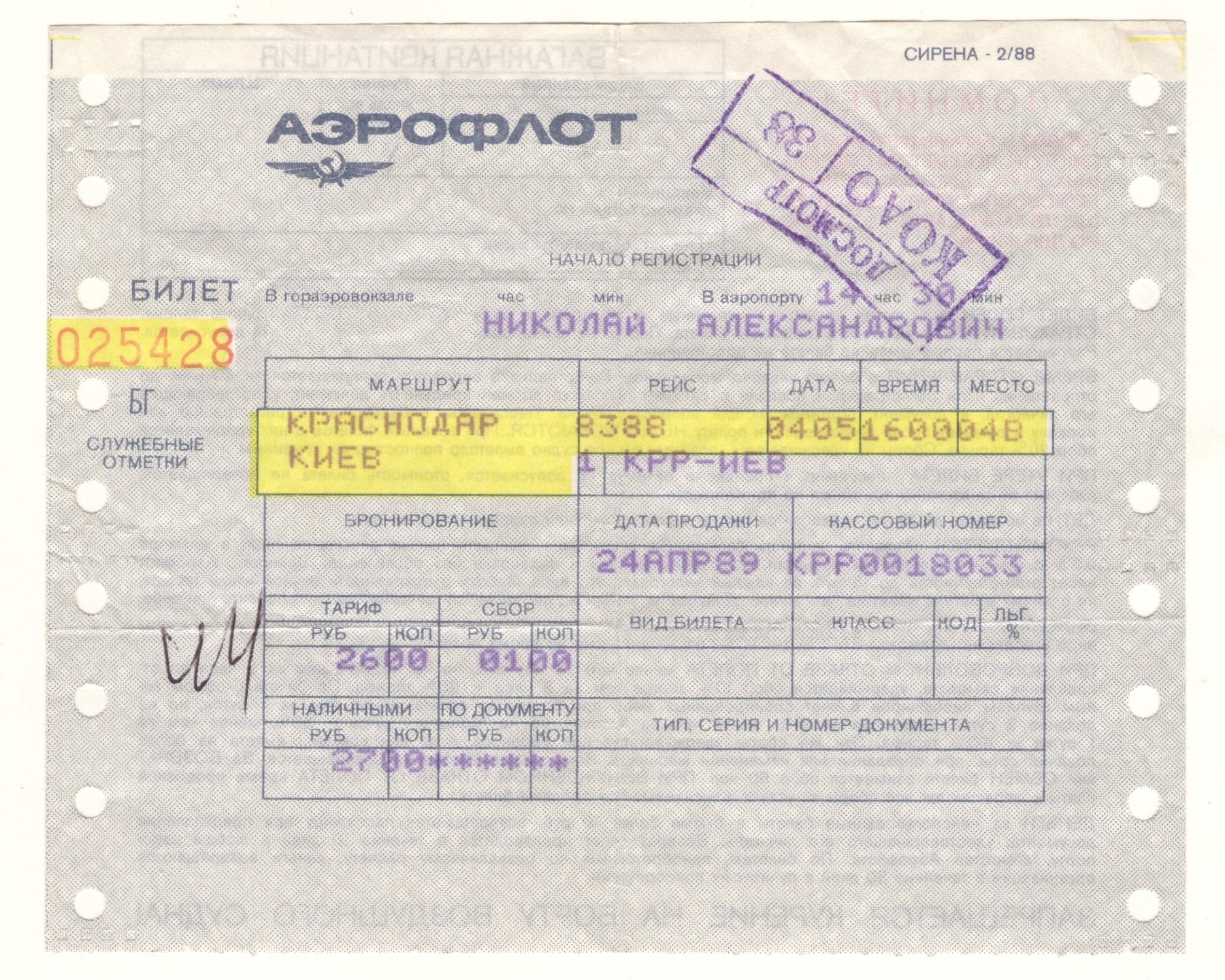
Квиток Аерофлоту 24.04.1989 (виліт 04.05.89)

До 1990 року аеропорт «Бориспіль» мав найкращі показники серед аеропортів України. Криза після розпаду СРСР вплинула на діяльність аеропорту. Закриття підприємства вдалося уникнути завдяки знайденим інвесторам.
На початку 90-х Кабінет міністрів України ухвалив постанову історичного значення про реконструкцію аеропорту «Бориспіль». Постанова передбачала, що 60 % коштів буде залучено від фірм-інвесторів. Це надало новий імпульс розвиткові підприємства.
11 березня 1993 р. аеропорт «Бориспіль» отримав статус державного міжнародного аеропорту.
1 квітня 1993 р. відбулося друге юридичне створення аеропорту «Бориспіль». Згідно з наказом Міністра транспорту України на базі «Бориспільського авіапідприємства» було створено «Державний міжнародний аеропорт Бориспіль» як юридичну особу, регіональну дирекцію авіакомпанії «Авіалінії України» та підприємство «Київцентраеро».
У 1998 р. Президент ради ICAO доктор Ассад Котайт офіційно підтвердив статус навчального центру аеропорту як центру з авіаційної безпеки ICAO (станом на сьогодні день цей підрозділ є одним з 21 подібних центрів у світі).
2001 р. — до 10-ї річниці Незалежності України було реконструйовано злітно-посадкову смугу 18L/36R. Кошти залучили від Європейського банку реконструкції та розвитку, що виявилось першим кредитом ЄБРР в історії України. До реконструкції МПМ лайнерів на цій ЗПС була обмежена 47 тоннами, однак після ремонту сюди можуть здійснювати посадку будь-які типи повітряних суден, зокрема Ан-225 та А-380. На момент реконструкції 18L/36R відповідала вимогам ICAO категорії I.
У 2002 році аеропорт отримав міжнародний сертифікат відповідності (ISO 9001:2000) за впроваджену систему управління якістю послуг.
У 2013 році злітна смуга аеропорту 36R отримала підтвердження категорії ІІІа для здійснення заходів та посадок в умовах недостатньої видимості — 30 м вертикальної та 200 м горизонтальної.
Вранці 24 лютого 2022 року "Міжнародний аеропорт "Бориспіль" призупинив роботу через закриття повітряного простору над Україною у зв'язку з початком російського військового вторгнення.

### Пропозиції щодо назви аеропорту
З 29 червня до 15 липня 2016 року тривало відкрите «інтернет-голосування щодо присвоєння Міжнародному аеропорту Бориспіль ім'я видатної особистості». Аеропорт пропонували перейменувати на честь Олега Антонова, Івана Мазепи, Казимира Малевича, Ігоря Сікорського, Павла Чубинського або не перейменовувати. Найбільше голосів учасників набрав варіант Івана Мазепи. Однак керівництво вирішило відмовитися від ідеї перейменування.

## Основні параметри
Міжнародний аеропорт «Бориспіль» має дві злітно-посадкові смуги довжиною 4000 м і 3500 м та чотири пасажирські термінали (серед яких експлуатуються лише два новіші, «D» і «F»). Основна злітно-посадкова смуга 18L/36R довжиною 4000 метрів і шириною 60 метрів спроможна приймати повітряні судна всіх типів цілодобово, включно і в умовах обмеженого огляду під час негод та ожеледиці.
Друга ЗПС 18R/36L на даний момент використовується в обмеженому режимі бортами терміналу F і згідно стратегії розвитку [Архівовано 31 серпня 2019 у Wayback Machine.] буде реконструйована до 2020 р.
Це єдиний аеропорт України, з якого виконуються трансконтинентальні рейси. Аеропорт є членом Міжнародної асоціації повітряного транспорту (IATA), Міжнародної організації цивільної авіації (ICAO) та Міжнародної ради аеропортів (ACI Europe).
Аеропорт має VIP-лаунжі як для пасажирів, що прямують за кордон, так і на внутрішніх рейсах.

### Програма розвитку
- Спорудити поруч терміналу інфраструктуру приаеропортової автостанції.
- Розширити зону обслуговування терміналу «D».
- Завершити спорудження великого автопаркінгу.
- Спорудити перехід від терміналу «D» до терміналу «B».[15]
- Здійснити реконструкцію ЗПС 18R/36L.[16][17]

У грудні 2019 року офіційний дилер МАЗ в Україні «Будшляхмаш» відвантажив у міжнародний аеропорт «Бориспіль» п'ять автобусів з низькою підлогою великого класу МАЗ-203015, а також перший спеціалізований перонний автобус для обслуговування пасажирів в аеропорту МАЗ 271067 Мінського автозаводу.

## Термінали

### Активні

#### Термінал «D»

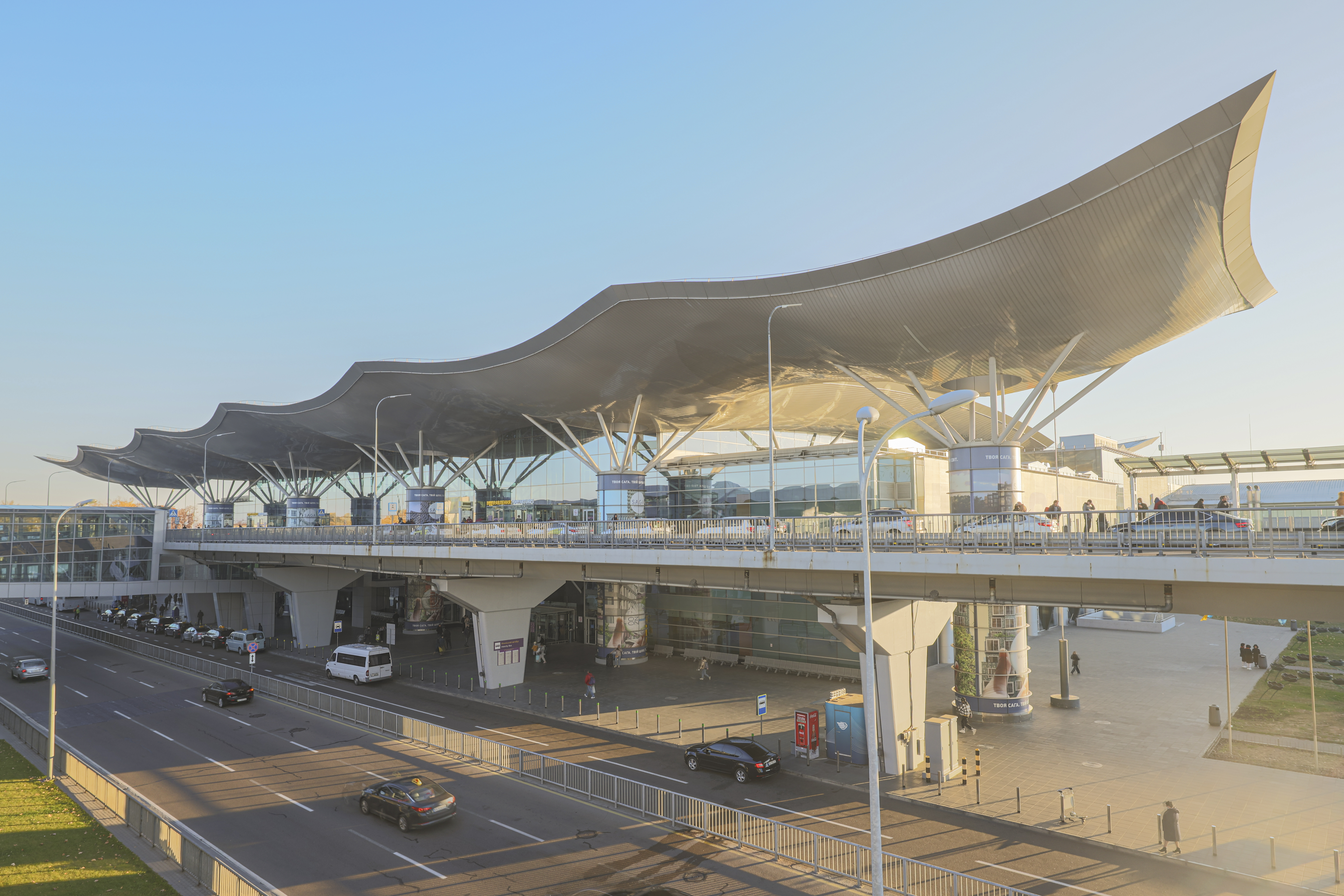
Термінал «D»

Термінал «D» — найновіший термінал, який було урочисто відкрито 28 травня 2012 року. Площа терміналу становить 107 тис. кв.м, завдяки чому він є найбільшим термінальним комплексом в Україні.
Реалізація проєкту будівництва нового терміналу «D» розпочалася в листопаді 2008 року. Станом на 27 грудня 2011 року всі будівельні роботи зі спорудження терміналу «D» було завершено. Оздоблення та налагодження роботи терміналу тривало до самого відкриття.
У зонах реєстрації нового аеровокзального комплексу передбачена велика кількість стійок реєстрації (60 у зоні міжнародних рейсів, 16 у зоні внутрішніх рейсів та 6 — для вебреєстрації), 18 пунктів контролю на авіаційну безпеку у зоні міжнародних рейсів та 6 у зоні внутрішніх рейсів, 28 кабін паспортного контролю, що дозволяє уникати черг. Термінал оснащений 11 стаціонарними аеромостами з автоматизованою системою докування (для посадки/висадки), які дозволяють одночасно приймати шість літаків класу «Боїнг 747» і п'ять літаків класу «Боїнг 737». Термінал може обслуговувати до 10 млн пасажирів на рік, 3000 пасажирів на годину на виліт і стільки ж на приліт. У зоні відправлення нового аеровокзального комплексу передбачено 61 стійку реєстрації (подвоїться до 2021 року після закінчення робіт), 18 пунктів контролю на авіабезпеку, 28 кабін паспортного контролю. Галерея очікування рейсів у зоні відльоту має довжину 870 м, яка має збільшитися на 400 м (±) після завершення продовження галереї. Очікується завершення в 2022 році.
Для зручності пасажирів установлені ліфти, ескалатори, траволатори. Загалом встановлено 20 пасажирських та 2 вантажних ліфти, 20 ескалаторів і 12 траволаторів фірми Шиндлер (Швейцарія). Швидкість руху останніх — 0,5 м/с, довжина стрічки — від 28 м до 58 м, що дозволяє збільшити пропускну здатність терміналу.
У терміналі діють дитячий майданчик, декілька бізнес-залів, а також окрема VIP-зала.

#### Термінал «F»

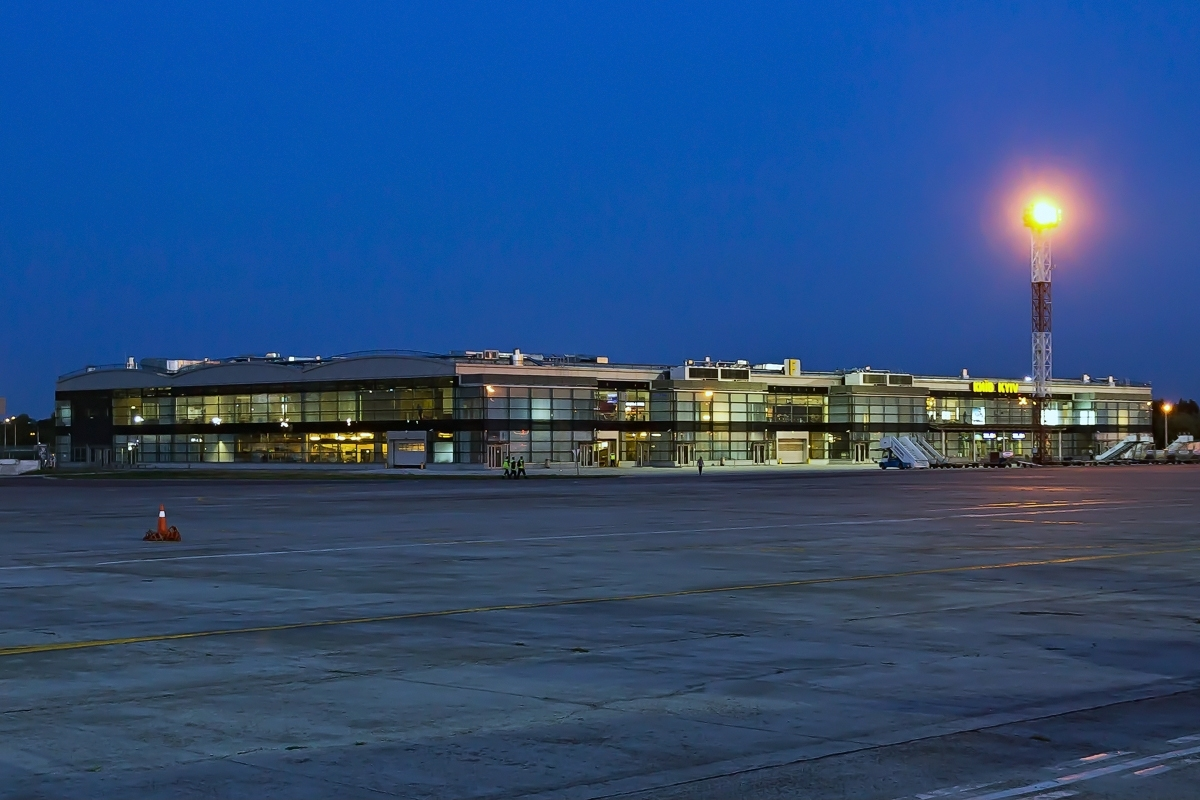
Термінал «F»

Термінал «F» був відкритий 21 вересня 2010 року. Пропускна спроможність становить 900 пасажирів на виліт та 900 — на приліт. Перші пасажири прийняті 31 жовтня 2010 року. З 27 жовтня (початок зимової навігації) 2013 року термінал «F» був законсервований, і всі рейси переведені до терміналу «B», а надалі — до термінала «D».
До відкриття основного термінала «D», термінал «F» був базовим для МАУ (міжнародні рейси). Термінал обслуговував міжнародні та чартерні рейси 22 авіакомпаній: МАУ, UM Airlines, Utair Україна, Air Baltic, Armavia, Adria Airways, Belavia, Caspian Airlines, Austrian Airlines, Georgian Airways, Germanwings, Libyan Arab Airlines, Lufthansa, Finnair, S7 Airlines та інші.
Керівництво аеропорту розглядало можливість відновлення роботи терміналу для компенсації пікових навантажень аеропорту в ранкові та вечірні періоди у 2017 р.
23 березня 2018 року в терміналі було проведено прес-конференцію з нагоди підписання контрактів з ірландським лоукостером Ryanair. Павло Рябікін заявив, що за зростання частот останньої до 15 на день, термінал «F» буде доцільно розконсервувати. Раніше розглядалося питання про його знесення.
За словами директора Рябікіна, у фінплані 2018 р. на розконсервацію терміналу передбачено 100 млн грн. Для цього також потрібно залучити і навчити ~ 300 осіб обслуговчого персоналу, що забере 3-5 міс. Середня недокомплектація співробітниками на підприємство — 12 % (близько 400 осіб), у деяких виробничих підрозділах — до 25 %.
На початку березня 2019 було повідомлено, що з 31 березня термінал обслуговуватиме рейси авіакомпаній Ryanair та SkyUp.
31 березня 2019 термінал був розконсервований і почав у тестовому режимі обслуговувати лоукости та чартерні рейси[джерело?].
Станом на кінець серпня 2019 р. злети та посадки бортів авіакомпаній, що обслуговуються в терміналі, здійснюються на ЗПС 18R/36L (в паралельному режимі з основною 18L/36R) з PCN 39, переважно Boeing 737.

### Законсервовані

#### Термінал «A»

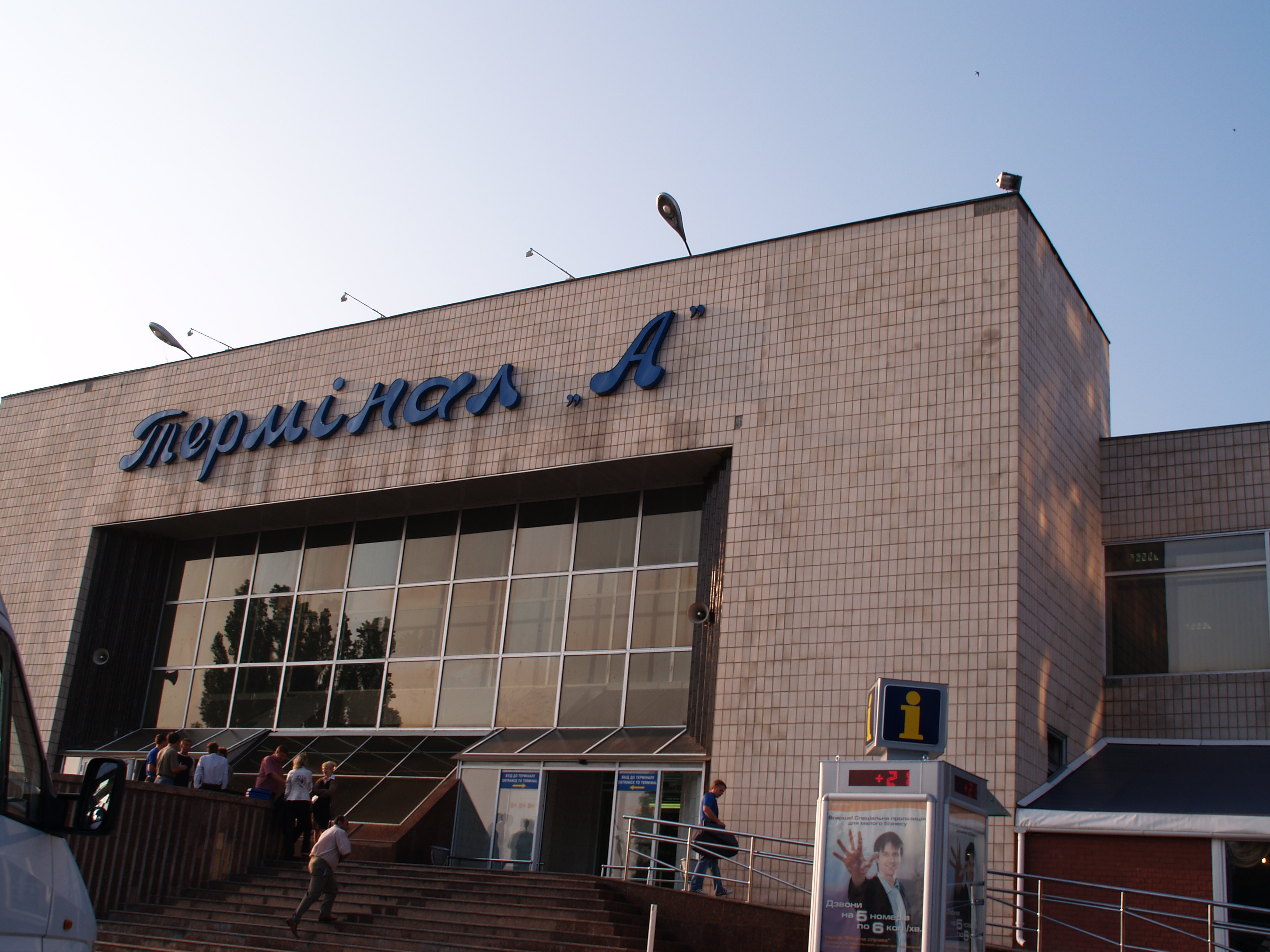
Термінал «A» в 2006 році

Термінал «A» спеціалізувався на обслуговуванні авіапасажирів, що подорожують територією України. Тут розташовувалися зала очікування (2-й поверх), туалет (цокольний поверх), пункти обміну валют та авіадовідка. У терміналі також розміщувалися представництва авіакомпаній, що здійснюють внутрішні рейси. Біля терміналу «A» знаходились кафе й автомобільний паркінг під охороною, а також камери схову аеропорту.
Більшість рейсів здійснювалася авіакомпаніями «АероСвіт» та «Дніпроавіа», також у терміналі «A» обслуговувалися внутрішні рейси пасажирів Міжнародних Авіаліній України та «Мотор-січ».
З 15 вересня 2011 року всі внутрішні рейси з «Борисполя» здійснюються з термінала «B», а термінал «A» закритий. Міністр транспорту і зв'язку України Костянтин Єфименко повідомив, що у 2018 році термінали «A» і «B» аеропорту «Бориспіль» планується знести для побудови нового терміналу.

#### Термінал «B»

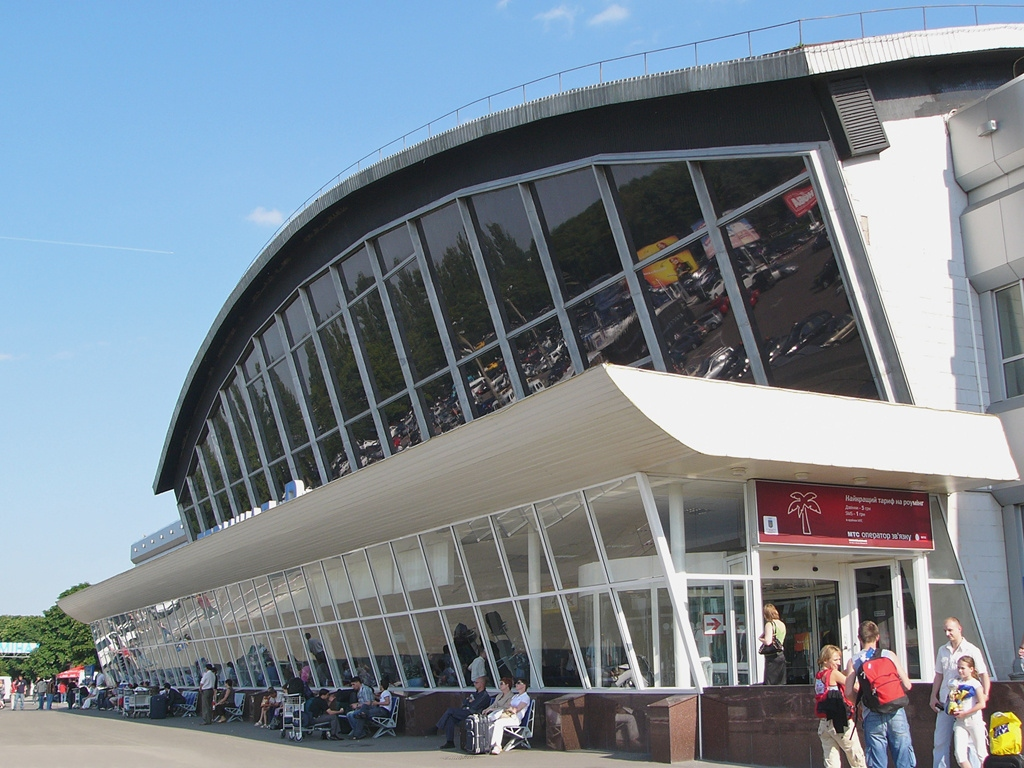
Термінал «B»

Термінал «B» відкрито 1965 року. Усі операції з вильоту та прильоту пасажирів внутрішніх рейсів здійснювалися на першому поверсі центральної частини (під куполом). Зони були розділені пандусом, що вів на другий поверх. У лівому відділі знаходилися 10 стійок реєстрації, які приймали багаж на всі рейси, а також накопичувачі для вилітаючих пасажирів; у правому — зона отримання багажу прибуваючими пасажирами і кафе.
На другий поверх пасажири піднімалися пандусом шириною 4—6 метрів, покритим рифленим ґумовим килимком. Там були зала очікування, ресторан на 200 місць, два кафе, пошта та телеграф. За рестораном у лівій частині терміналу розташувався цех бортового харчування, у якому також готувалася їжа для ресторану.
Інновацією того часу стало будівництво терміналу за принципом «усе під одним дахом». Уперше в СРСР міжнародні та внутрішні авіарейси обслуговалися в одній будівлі. Міжнародний сектор знаходився в правому крилі та займав невелику площу. На другому поверсі у правому куті було кафе та зала очікування пасажирів міжнародних ліній.
Однією з особливостей терміналу була велика тераса з боку ЗПС. На неї можна було потрапити як з другого поверху купола, так і з боку привокзальної площі сходами. На терасу був вільний доступ для пасажирів.
До 2012 року був основним терміналом аеропорту: там була зосереджена більшість магазинів, кафе та барів, представництв авіакомпаній, туристичних фірм, банків, доступ до Інтернету, бізнес-центр, камери схову. Термінал обслуговував більшість авіапасажирів аеропорту, які прямують у далеке й близьке зарубіжжя, у ньому розташовувалися пункти перевірки авіабезпеки. Пункти догляду на авіаційну безпеку були розташовані в залі вильоту безпосередньо перед виходами на посадку. Другий поверх терміналу являв собою міжнародну зону, у ньому розміщувалися крамниці «Duty-free».
З 15 вересня 2011 року по грудень 2014 року термінал обслуговав усі внутрішні рейси на виліт і приліт. Після добудови терміналу «D» і відкриття стійок і коридорів для внутрішніх рейсів, термінал «B» законсервовано.
За словами директора Рябікіна, у конструкції терміналу існує проблема з кріпленням купола над центральною залою. Вартість його реставрації співмірна з вартістю розконсервації терміналу «F».

#### Термінал «C»

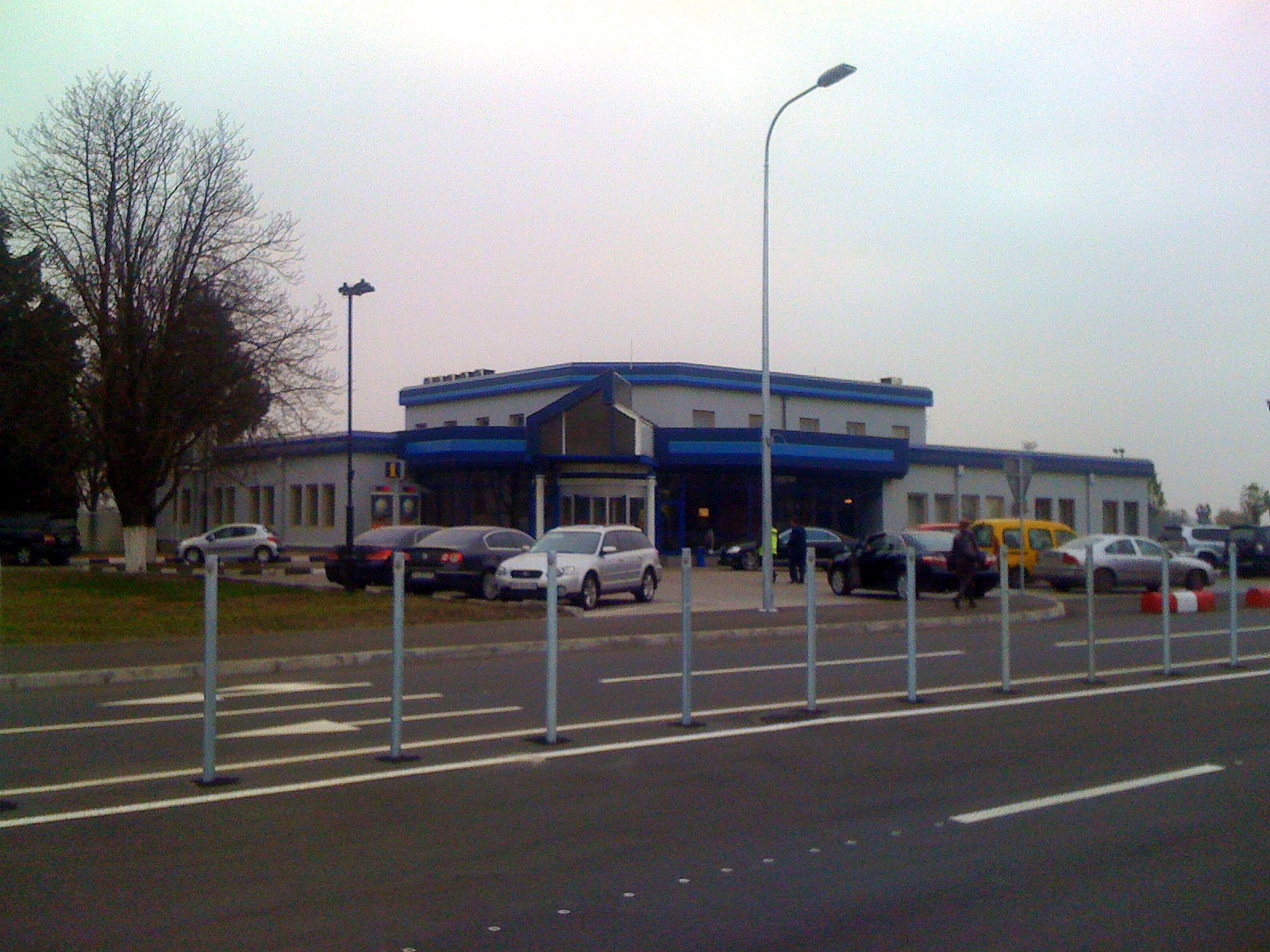
Термінал «C»

Термінал «C» відкритий 1995 року для обслуговування VIP-пасажирів. Він був призначений передусім для обслуговування персональних літаків бізнес-авіації. Розташований праворуч від термінала «B», оснащений власним паркуванням під охороною. У залі — окремі кімнати відпочинку, послуги зв'язку, зали для проведення прес-конференцій, нарад і бенкетів. Закритий у 2012 році, а обслуговування VIP-пассажирів перенесено до терміналу «D».

### Вантажний термінал
Вантажний термінал призначений для обслуговування вантажних рейсів. Біля нього розташована станція для вантажних автомобілів. Він має стоянкову ділянку, розраховану на 17 літаків.
2018 року розпочалося будівництво нового вантажного терміналу.

## Керівництво

### Директор
- 23.03.2017 — 17.11.2020 — Павло Рябікін
- з 05.07.2021 — Олексій Юрійович Дубревський[32][33]
- з 19.07.23 - Дубревський Олексій Юрійович [34]

## Державне авіаційне підприємство «Україна»
На базі інфраструктури аеропорту з 1996 року діє Державне авіаційне підприємство «Україна», яке забезпечує офіційні авіаперельоти найвищого державного керівництва України. У розпорядженні підприємства перебувають три сучасні авіалайнери й один гелікоптер, а також окремий посадковий термінал.

## Пасажирообіг
| Рік  | Пасажиропотік «Борисполя» | %         | Загальний пасажиропотік у країні | %        | Частка Борисполя |
| ---- | ------------------------- | --------- | -------------------------------- | -------- | ---------------- |
| 1995 | 1307600                   |           |                                  |          |                  |
| 1996 | 1280400                   |           |                                  |          |                  |
| 1997 | 1375300                   |           |                                  |          |                  |
| 1998 | 1373400                   |           |                                  |          |                  |
| 1999 | 1330100                   |           |                                  |          |                  |
| 2002 | 1782900                   |           |                                  |          |                  |
| 2003 | 2343300                   |           |                                  |          |                  |
| 2004 | 3166600                   | ▲ 35 %    |                                  |          |                  |
| 2005 | 3900000                   | ▲ 23.17 % | 6450000                          | —        | 60 %             |
| 2006 | 4625000                   | ▲ 18,6 %  | 7441000                          | ▲ 15,4 % | ▲ 62 %           |
| 2007 | 5671000                   | ▲ 22,6 %  | 9300000                          | ▲ 25 %   | ▼ 61 %           |
| 2008 | 6700000                   | ▲ 18,1 %  | 10800000                         | ▲ 16 %   | ▲ 62 %           |
| 2009 | 5795100                   | ▼ 13,5 %  | 8894900                          | ▼ 17,6 % | ▲ 64 %           |
| 2010 | 6694212                   | ▲ 15,5 %  | 10242500                         | ▲ 15,2 % | ▲ 66 %           |
| 2011 | 8047115                   | ▲ 20,2 %  | 12464800                         | ▲ 21,7 % | ▼ 64,4 %         |
| 2012 | 8478000                   | ▲ 5,4 %   | 14107000                         | ▲ 13,2 % | ▼ 60 %           |
| 2013 | 7932000                   | ▼ 6,4 %   | 15134600                         | ▲ 7,3 %  | ▼ 52,4 %         |
| 2014 | 6890443                   | ▼ 13,1 %  | 10896500                         | ▼ 28 %   | ▲ 63,23 %        |
| 2015 | 7277135                   | ▲ 5,6 %   | 10695200                         | ▼ 1,8 %  | ▲ 68,04 %        |
| 2016 | 8650000                   | ▲ 18,9 %  | 12929900                         | ▲ 20,8 % | ▼ 67 %           |
| 2017 | 10554757                  | ▲ 21,9 %  | 16499500                         | ▲ 27,6 % | ▼ 64 %           |
| 2018 | 12603271                  | ▲ 19,4 %  | 20550000                         | ▲ 24,5 % | ▼ 63 %           |
| 2019 | 15260000                  | ▲ 21,1 %  | 24336600                         | ▲ 18,5 % | ▼ 62,7 %         |
| 2020 | 5157848                   | ▼ 66,2 %  | 8700000                          | ▼ 64,3 % | ▼ 59,3 %         |
|      |                           |           |                                  |          |                  |

«Бориспіль» є членом Асоціації аеропортів Європи (ACI). За підсумками 2016 року Міжнародний аеропорт «Бориспіль» став одним з лідерів рейтингу європейських аеропортів за класифікацією ACI Europe (Міжнародна рада аеропортів), посівши 3-тє місце за темпами зростання серед аеропортів, які щорічно обслуговують від 5 до 10 мільйонів пасажирів. Лідерами цієї категорії стали аеропорти Берліна (36,7 %) та Ларнаки (24,2 %).

### Рекорди
Під час Чемпіонату Європи з футболу 2012, у день проведення фінального матчу в Києві, аеропорт «Бориспіль» встановив свій найбільший рекорд — обслужив 630 рейсів. Загальна кількість пасажирів, які скористалися цього дня послугами аеропорту, встановила 39 317 осіб (попередній рекорд встановлено 2008 року, коли аеропорт прийняв 423 рейси). Новий рекорд встановлено 2018 року під час проведення фіналу Ліги чемпіонів УЄФА.
2 червня 2019 року аеропорт обслужив 51 853 пасажири і 352 рейси, що є новим рекордом для летовища.
24 грудня 2019 року аеропорт Бориспіль обслужив 15-мільйонного пасажира, вперше у своїй історії.

## Авіакомпанії та напрямки

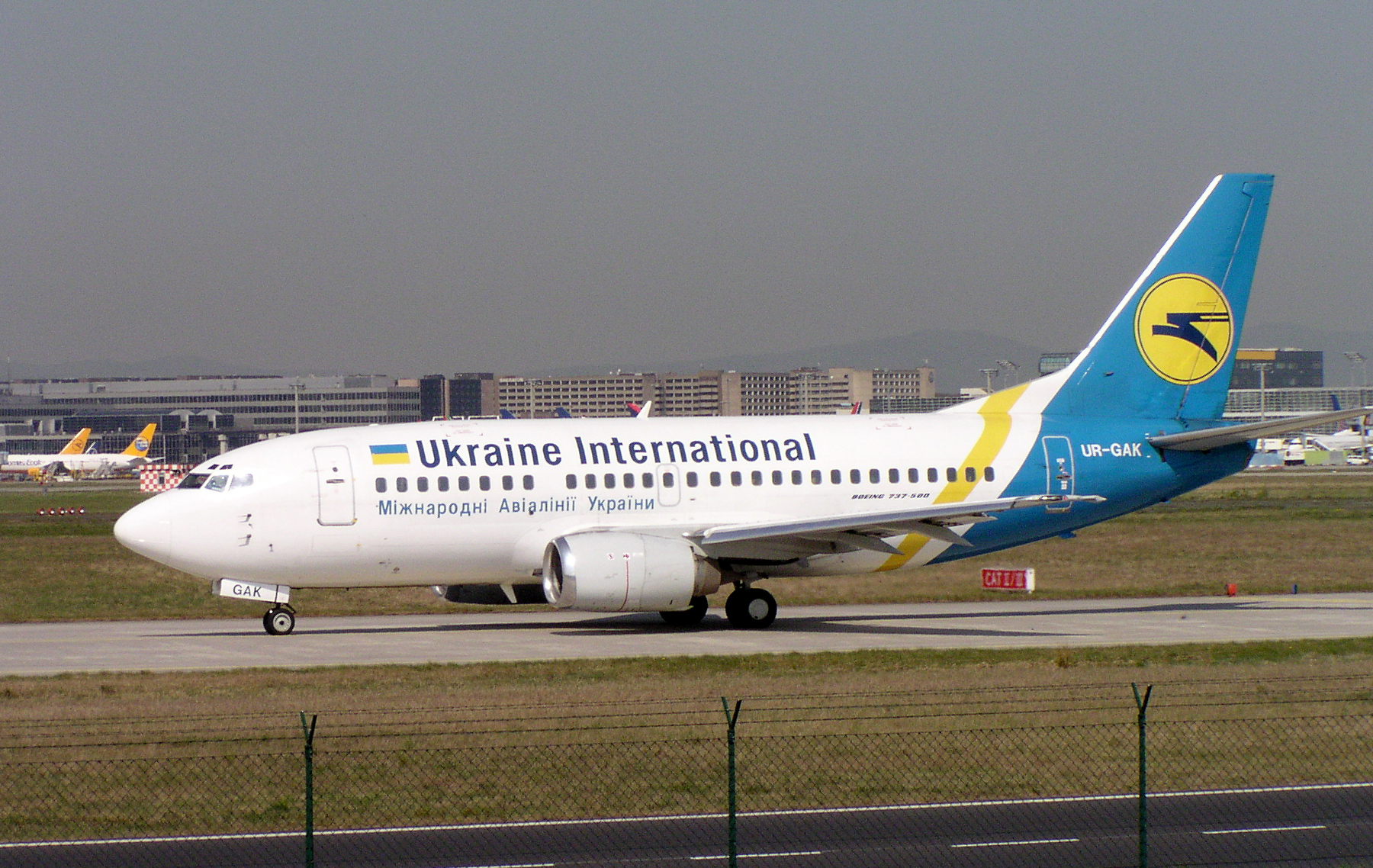
Національний перевізник — «Міжнародні Авіалінії України»

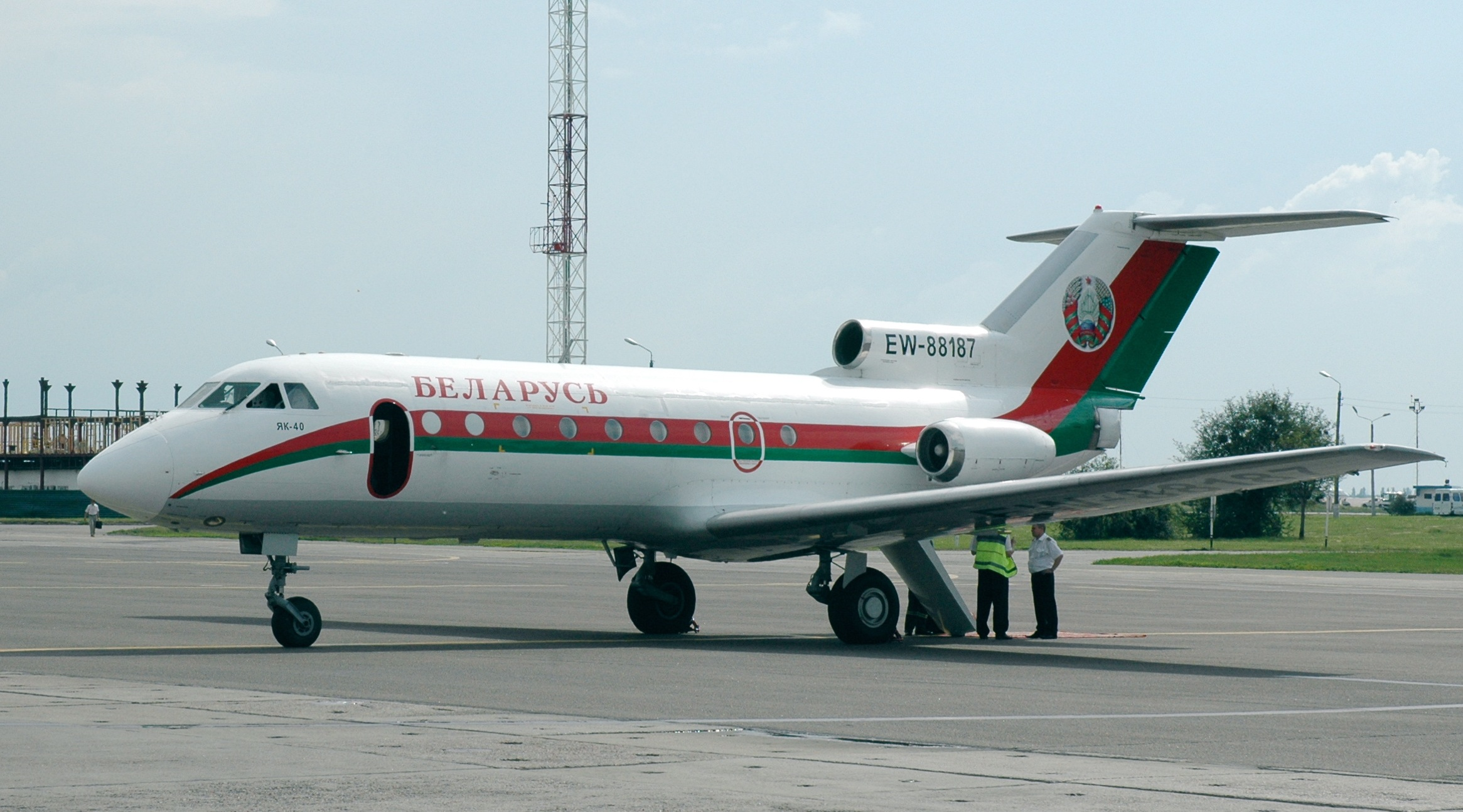
Білоруський урядовий літак Як-40 в аеропорту «Бориспіль»

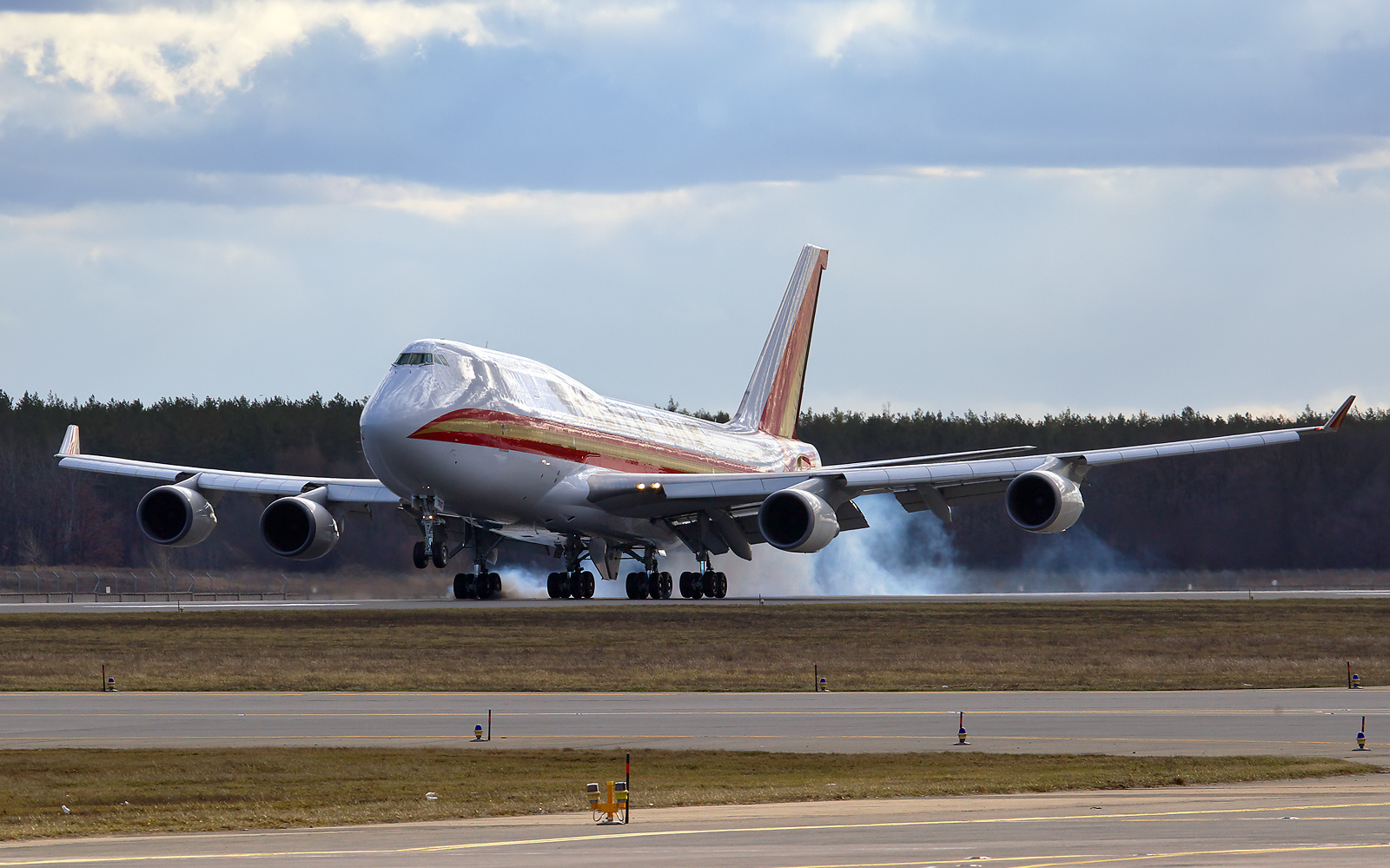
Вантажний літак Боїнг-747 в аеропорту

### Пасажирські
«Бориспіль» є базовим аеропортом авіакомпаній МАУ та з 31 березня 2019 р. — для SkyUp.
| Авіакомпанія                   | Пункт призначення |
| ------------------------------ | --- |
| Air Arabia                     | Шарджа |
| Air Astana                     | Алмати, Нур-Султан |
| Air France                     | Париж-Шарль де Голль |
| airBaltic                      | Рига, Вільнюс |
| AnadoluJet                     | Анкара |
| Austrian Airlines              | Відень |
| Azur Air Ukraine               | Чартер: Хургада, Шарм-ель-Шейх Сезонний чартер: Анталія, Барселона, Бодрум, Бургас, Даламан, Дубай-Аль-Мактум, Енфіда, Ла-Романа, Пунта-Кана, Варадеро |
| Belavia                        | Мінськ (Припинено з 26.05.2021 до 30.10.2022) |
| Brussels Airlines              | Брюссель (відновлення 2022) |
| Buta Airways                   | Баку |
| Czech Airlines                 | Прага |
| Cyprus Airways                 | Сезонний: Ларнака |
| El Al                          | Тель-Авів |
| flydubai                       | Дубай |
| Georgian Airways               | Тбілісі |
| KLM                            | Амстердам |
| LOT Polish Airlines            | Варшава-Шопен |
| Lufthansa                      | Франкфурт, Мюнхен |
| Pegasus Airlines               | Анкара, Бодрум, Ізмір |
| Qatar Airways                  | Доха |
| Ryanair                        | Афіни, Барселона, Берлін, Болонья, Братислава, Бидгощ, Катанія, Кельн/Бонн, Дублін, Дюссельдорф-Веце, Франкфурт-Хан, Гданськ, Карлсруе, Катовиці, Краків, Лондон-Станстед, Мадрид, Мілан-Бергамо, Неаполь, Пафос, Познань, Рига,Рим-Ф'юмічіно, Софія, Тревізо, Мальта, Валенсія, Відень, Вільнюс, Варшава-Модлін, Вроцлав |
| Scandinavian Airlines          | Осло-Гардермуен, Стокгольм-Арланда |
| SkyUp                          | Аліканте, Алмати (з 19 травня 2022), Афіни (з 22 квітня 2022), Барселона, Батумі, Бахрейн (з 3 травня 2022), Бергамо (з 28 березня 2022), Берлін (з 4 березня 2022), Париж-Бове, Валенсія (з 22 квітня 2022), Дубай, Єреван, Кувейт (з 5 травня 2022), Ларнака (з 18 березня 2022), Ліон (з 23 квітня 2022), Лісабон, Лодзь (з 28 березня 2022), Мадрид, Мюнхен (з 28 квітня 2022), Неаполь (з 27 березня 2022), Ніцца, Прага, Рим-Ф'юмічіно (з 28 квітня 2022), Стамбул, Ташкент, Тбілісі, Тель-Авів, Фуншал Сезонно: Бодрум, Бургас, Варна, Даламан, Даммам, Джидда, Дубровник, Ер-Ріяд, Закінф, Зальцбург, Занзібар, Іракліон, Катанія, Корфу, Кос, Ламеція-Терме, Мальта, Марсель, Маскат, Пальма-де-Майорка, Пула, Ріміні, Родос, Салоніки, Спліт, Тенерифе-Південний, Тирана, Тиват, Фару, Хамбантота Чартер: Хургада, Шарм-ель-Шейх Сезонний чартер: Анталія, Марса-Алам, Монастір |
| Swiss International Air Lines  | Цюрих |
| Turkish Airlines               | Стамбул |
| Ukraine International Airlines | Амстердам, Афіни, Баку, Барселона, Берлін, Брюссель, Будапешт, Делі, Дніпро, Дубай, Дюссельдорф, Женева, Гельсінкі, Стамбул, Івано-Франківськ, Харків, Херсон, Каїр, Кишинів, Копенгаген, Ларнака, Лондон-Гатвік, Лондон-Хітроу, Львів, Мадрид, Мілан-Мальпенса, Мюнхен, Неаполь, New York–JFK, Одеса, Париж-Шарль де Голль, Прага, Рим-Ф'юмічіно, Софія, Стокгольм-Арланда, Тбілісі, Тель-Авів, Торонто-Пірсон, Венеція, Відень, Вільнюс, Варшава-Шопен, Єреван, Запоріжжя, Цюрих Сезонно: Ізмір, Ніцца, Пальма-де-Мальорка, Зальцбург Сезонний чартер: Анталія, Бодрум, Даламан, Ерзурум, Хургада, Яніна (з 19 червня 2021), Кайсері, Ла-Романа, Мале, Марса-Алам, Маттала, Мадейра, Шарм-ель-Шейх |
| Windrose Airlines              | Белград, Бухарест, Дніпро, Івано-Франківськ, Харків, Херсон, Любляна, Львів, Миколаїв, Одеса, Софія, Загреб, Запоріжжя, Чернівці (із 1 червня 2021) Сезонно: Анкона, Барселона, Бодрум, Бургас, Дубровник, Іракліон, Ламеція-Терме, Ларнака, Патрас, Пула, Родос, Спліт |

Також є рейси з Міжнародного аеропорту «Бориспіль» до Міжнародного аеропорту імені Ніноя Акіно (Маніла).
З 25 листопада 2015 року уряд заборонив рейси всіх російських авіакомпаній над територією України. Для окремих російських авіакомпаній, які здійснювали рейси у Крим, заборона була введена ще 25 жовтня 2015 року.

### Вантажні
| Авіакомпанія                   | Пункт призначення                                          |
| ------------------------------ | ---------------------------------------------------------- |
| Aero Charter                   | Харків, Лейпциг/Галле, Люксембург                          |
| DHL Aviation                   | Лейпциг/Галле, Катовиці                                    |
| Kalitta Air                    | Бахрейн                                                    |
| Motor Sich Airlines            | Анкара, Запоріжжя                                          |
| Turkish Airlines Cargo         | Стамбул-Ататюрк, Будапешт, Відень-Швехат, Гельсінкі-Вантаа |
| ULS Airlines Cargo             | Стамбул-Ататюрк                                            |
| Ukraine International Airlines | Брюссель, Прага, Льєж, Відень                              |
| Silk Way Airlines              | Баку, Франкфурт-Хан, Мілан-Мальпенса                       |

### Авіакомпанії, що базувалися в «Борисполі» в минулому
- Wizz Air Ukraine — дочірня компанія польсько-угорського лоукосту WizzAir
- Аеросвіт — найбільша авіакомпанія України (на момент діяльності), збанкрутувала 2013 року

## Транспортне сполучення
Аеропорт розташований за 4 км від міжнародного автошляху М03. Найближча станція Київського метрополітену — «Бориспільська» (18 км).

### Автобус
Автобусне сполучення з Києвом здійснюється за маршрутом № 322 (Sky Bus) — з Південного вокзалу залізничної станції Київ-Пасажирський із проміжною зупинкою на станції метро «Харківська».
Також виконують міжміські рейси (із заїздом на Центральний автовокзал) компанії «Гюнсел», «Автолюкс», «Укрбус».
Із Києва до аеропорту також дешево дістатися автобусами через місто Бориспіль (№ 316 Станція метро «Лівобережна» — місто Бориспіль, № 317 Станція метро «Харківська» — місто Бориспіль, пересівши потім на місцевий автобус № 2 (вул. Каховська — аеропорт).
Сполучення між терміналами здійснюється транспортом аеропорту.

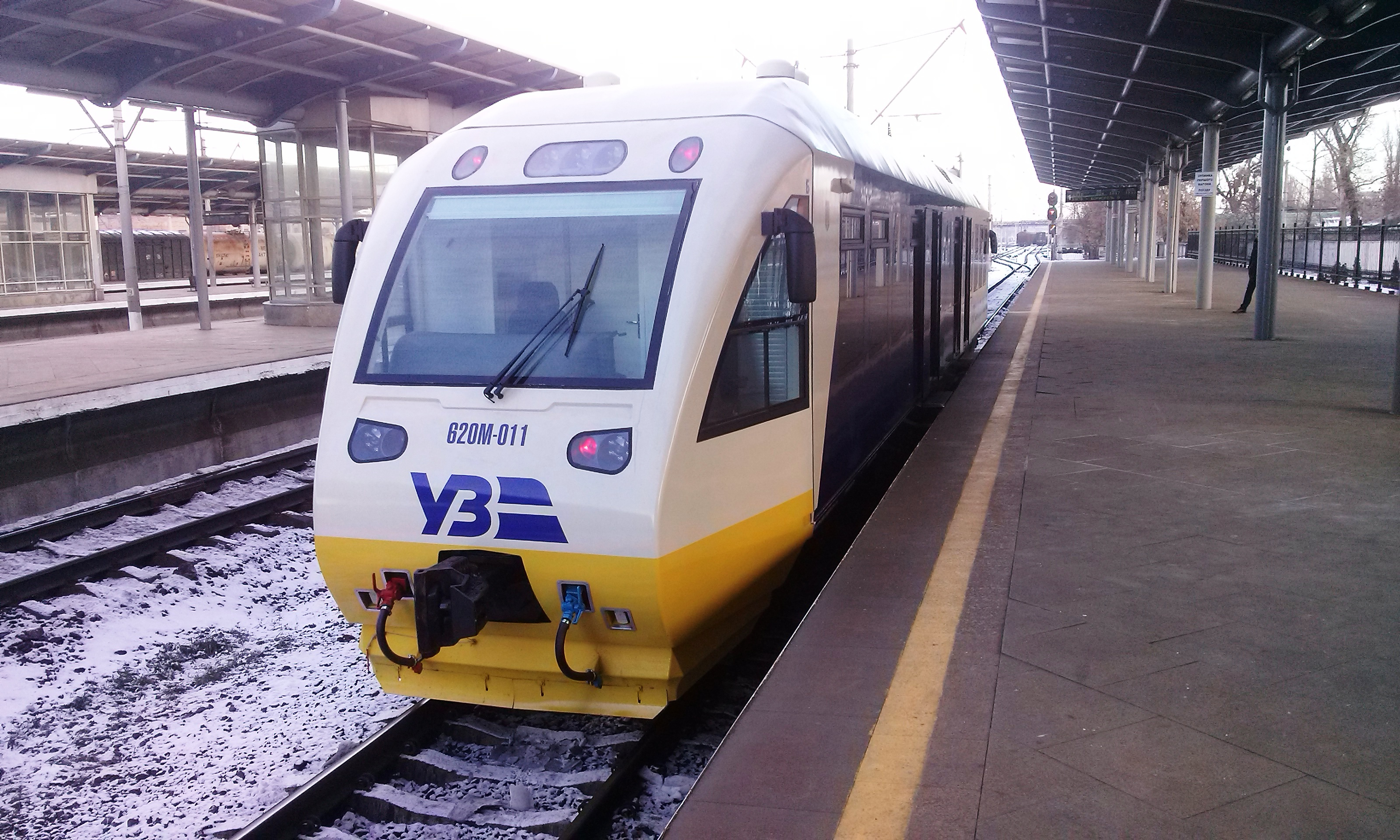
Kyiv Boryspil Express

### Залізниця
До Євро-2012 пропонувалося побудувати швидкісну залізничну лінію Аеропорт «Київ-Жуляни» — Київ — Аеропорт «Київ-Бориспіль».
Наприкінці 2017 року було запропоновано проєкт продовження Сирецько-Печерської лінії метро до аеропорту «Бориспіль». Основною його перевагою є те, що з будь-якої точки Києва можна буде без проблем і недорого дістатися до аеропорту. Вартість даного проєкту оцінена у близько 300 млн доларів, а термін його виконання становитиме не менше двох років, з частковим перекриттям Бориспільської траси.
28 березня 2018 року на засіданні Кабінету Міністрів України було затверджено реалізацію проєкту будівництва залізничного сполучення між Києвом і столичним аеропортом «Бориспіль».
25 жовтня 2018 відбувся перший тестовий рейс експресу між станцією «Київ-Пасажирський» і аеропортом «Бориспіль». Проєкт обійшовся в 580 млн гривень, будівництво завершено раніше запланованого часу.. Офіційне відкриття руху експресу відбулося 30 листопада 2018 року, за участю Президента України та Прем'єр-міністра України.
Нова залізнична станція отримала назву «Бориспіль-аеропорт». Окрім двох платформ, також було побудовано шляхопровід над трасою М03 («Київ — Харків»), а також укладено майже чотири кілометри погонних метрів колії. До станції курсує чотири рейкові автобуси виробництва компанії «Pesa».
Швидкісний залізничний експрес Київ—аеропорт «Бориспіль» курсує цілодобово і зупиняється на визначених станціях: Аеропорт «Бориспіль», Дарниця, Видубичі, Київ-Пасажирський. Доїхати в аеропорт можна за 42 хвилин і 80 гривень.

## Інциденти та розслідування
29 квітня 2019 року в аеропорту «Бориспіль» транслювався промоційний відеоролик, у якому Україна зображувалася без АР Крим, за фактом чого Національна поліція України відкрила кримінальне провадження. Встановлено, що цей відеоролик транслювався на прохання Міністерства інформаційної політики України.
Наприкінці липня 2020 року СБУ заявила про розкрадання десятків мільйонів гривень під час реконструкції аеропорту «Бориспіль». Було повідомлено, що зловживання сталися під час будівництва багаторівневого паркінгу в аеропорту — було фальсифіковано документи щодо обсягів виконаних робіт, переведено у готівку та привласнено майже 37 мільйонів гривень.

## Галерея

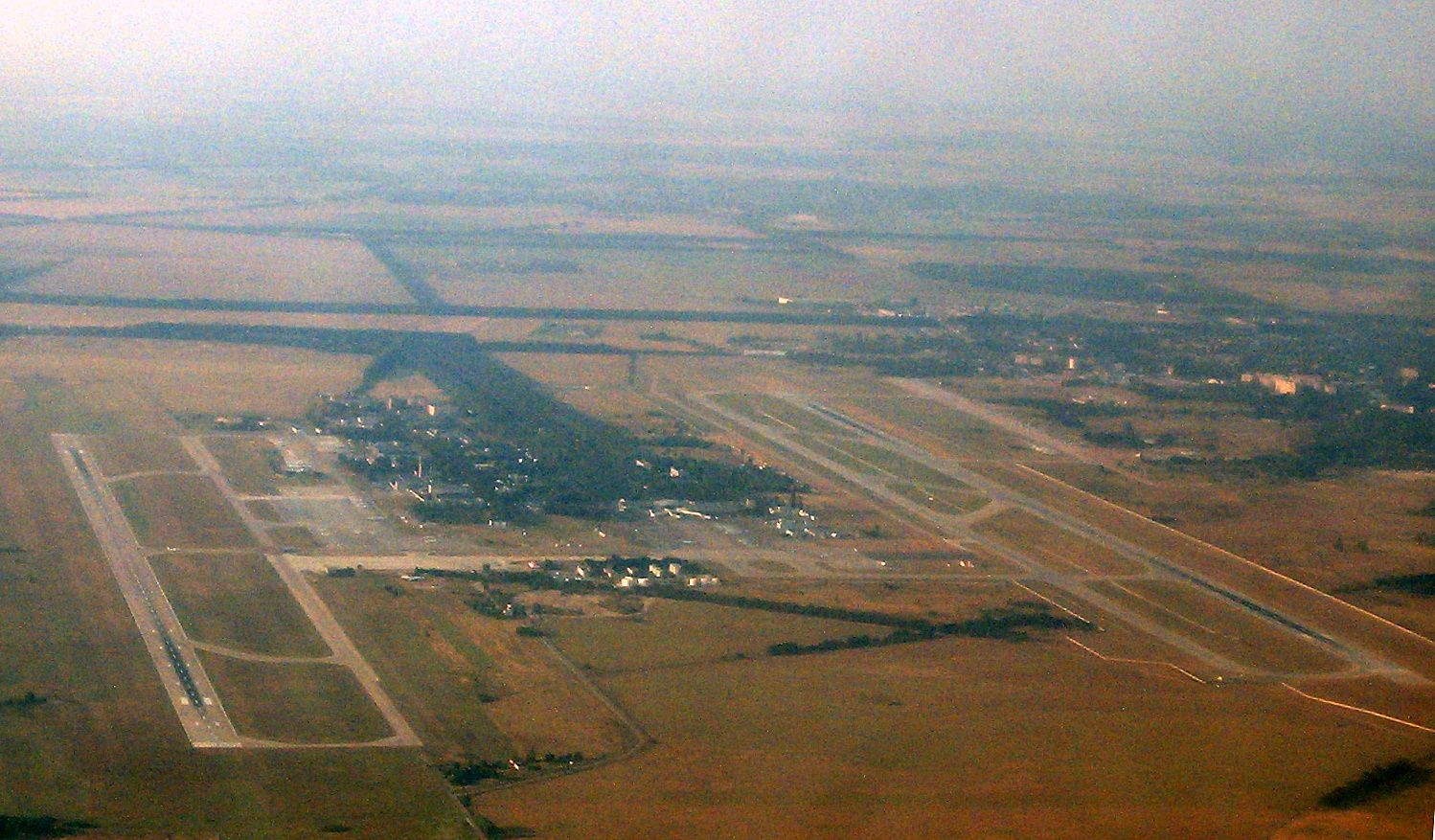
Злітно-посадкові смуги
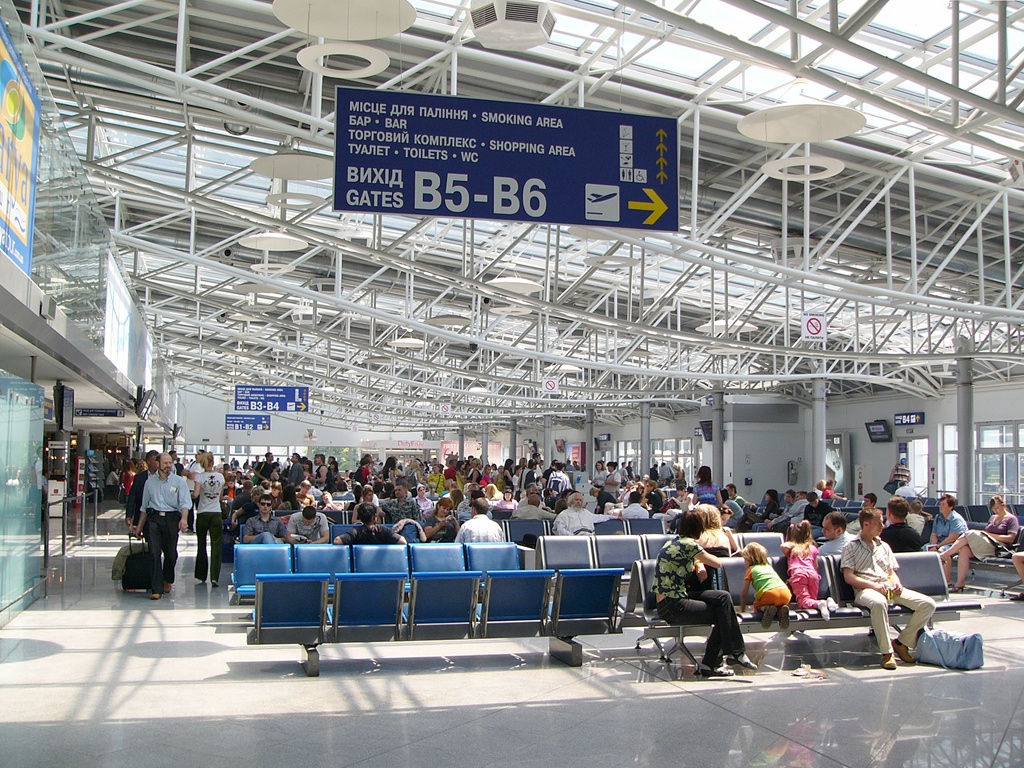
Check-in в терміналі «B»
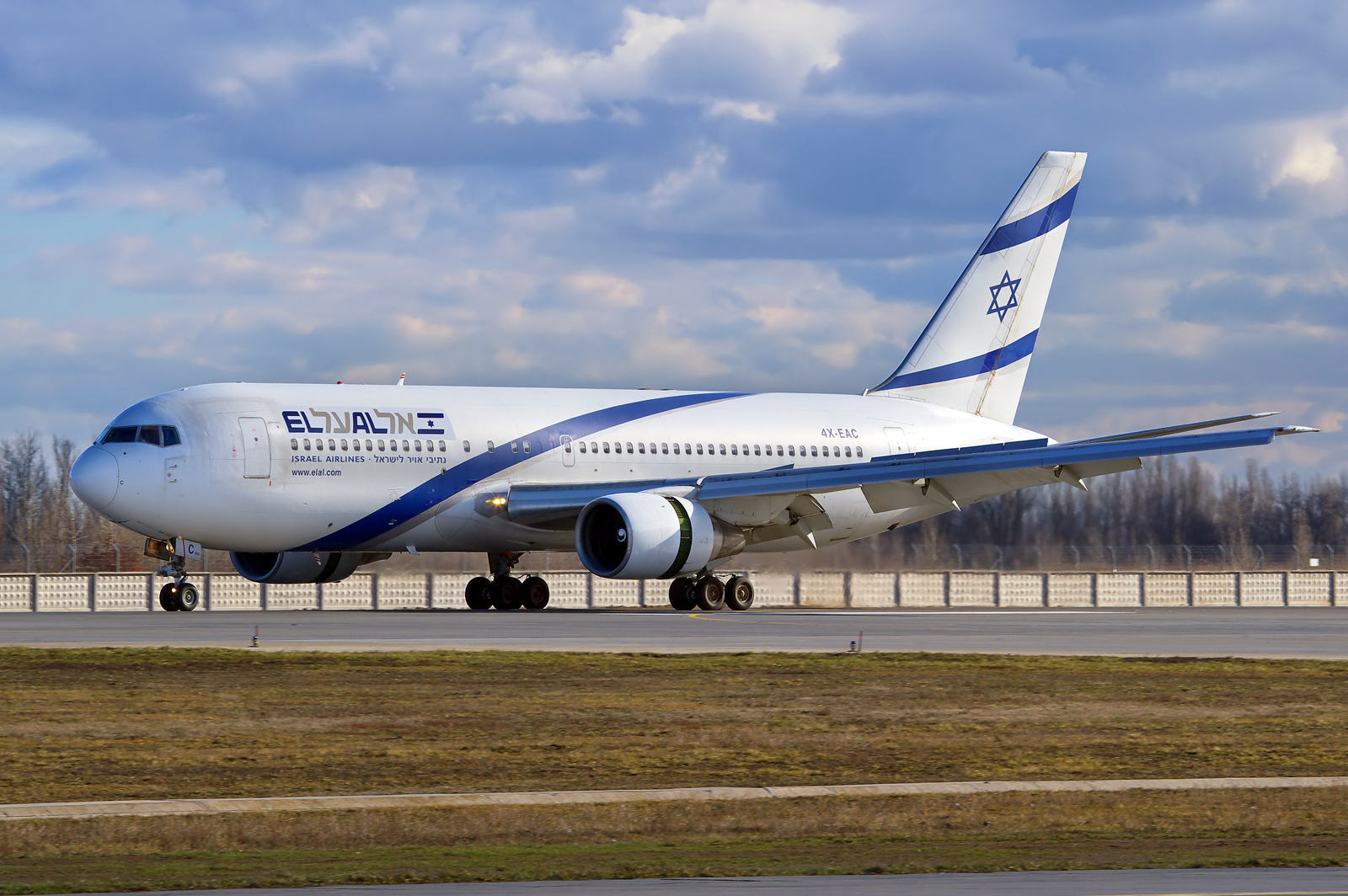
Boeing 767 El Al приземлюється в «Борисполі»
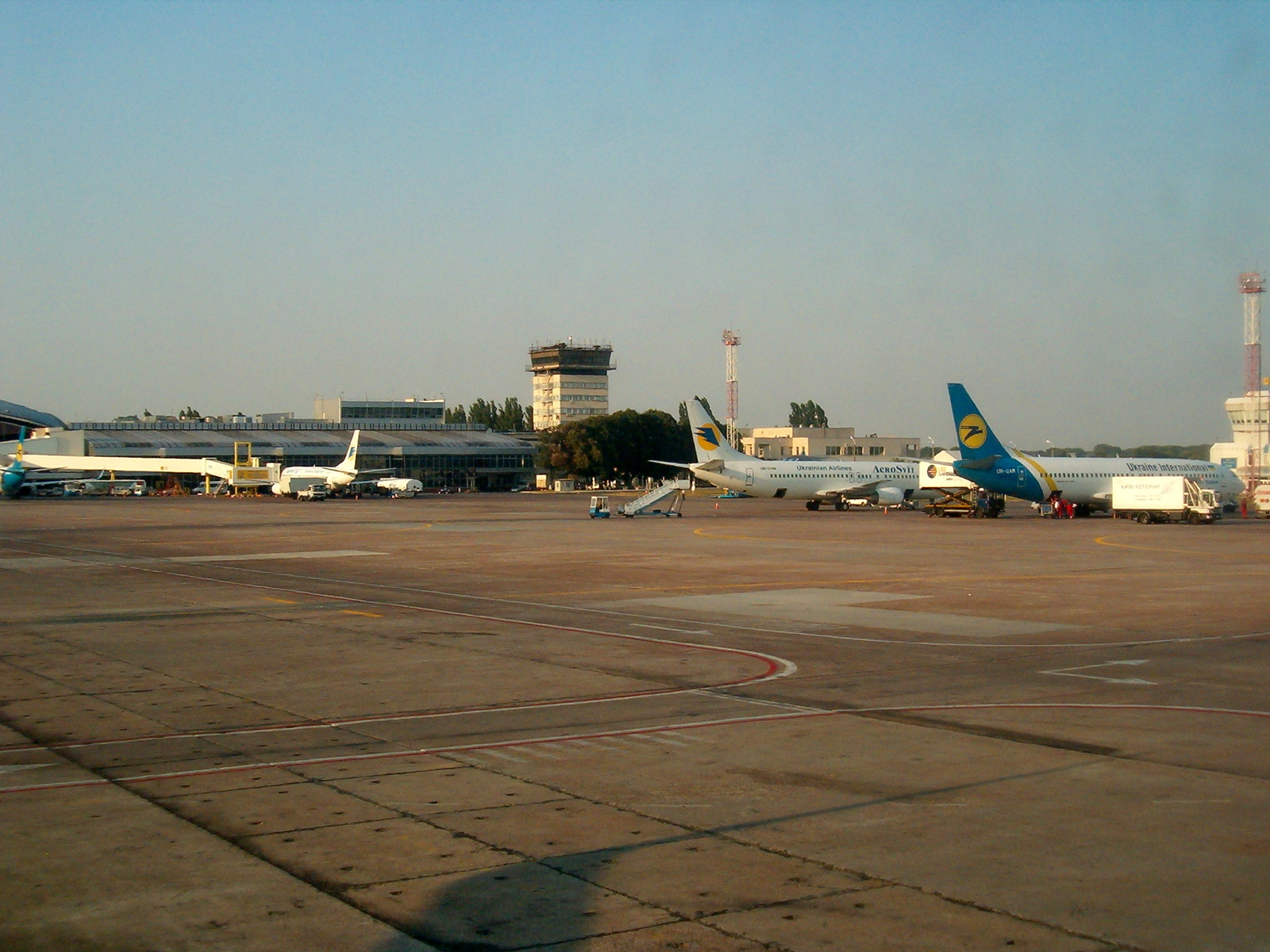
На пероні біля терміналу «B»
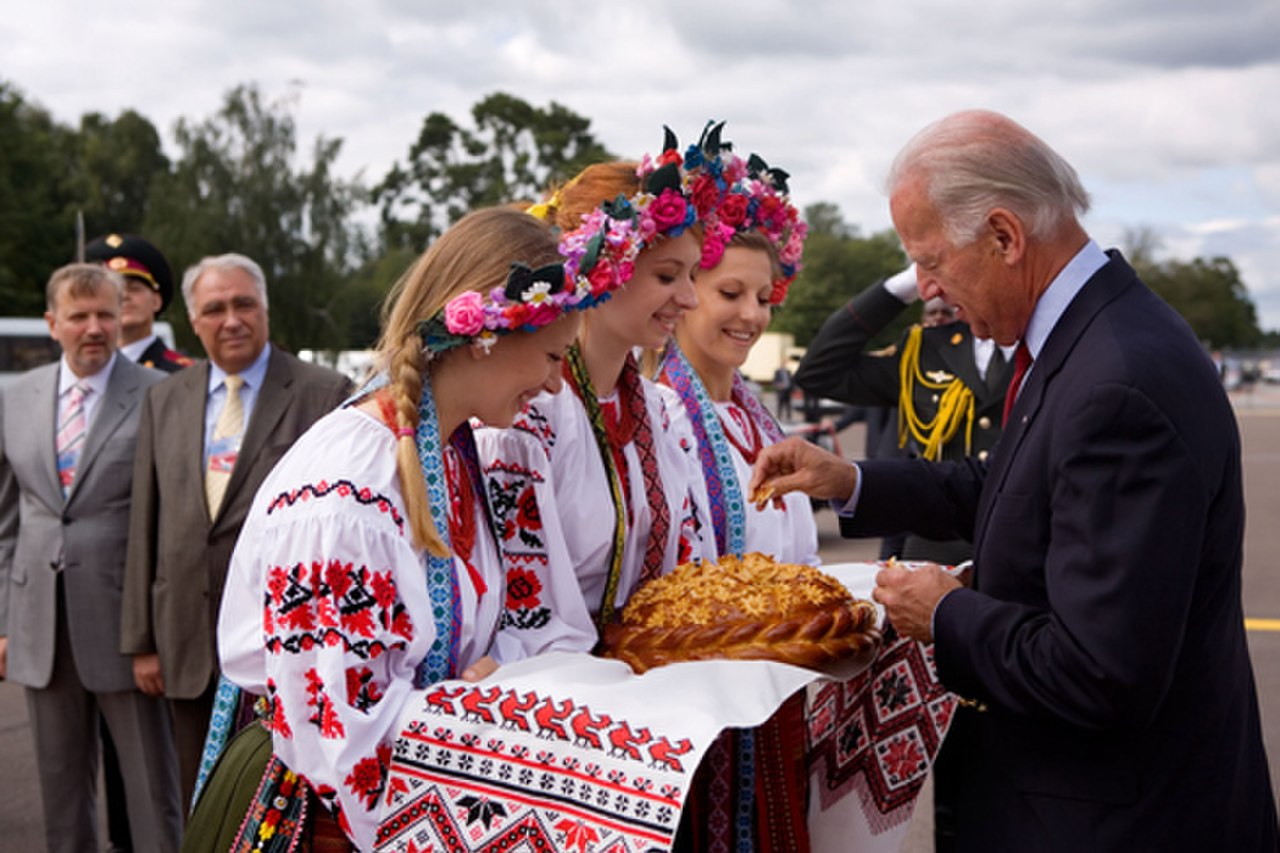
Зустріч в аеропорту Президента США Джо Байдена
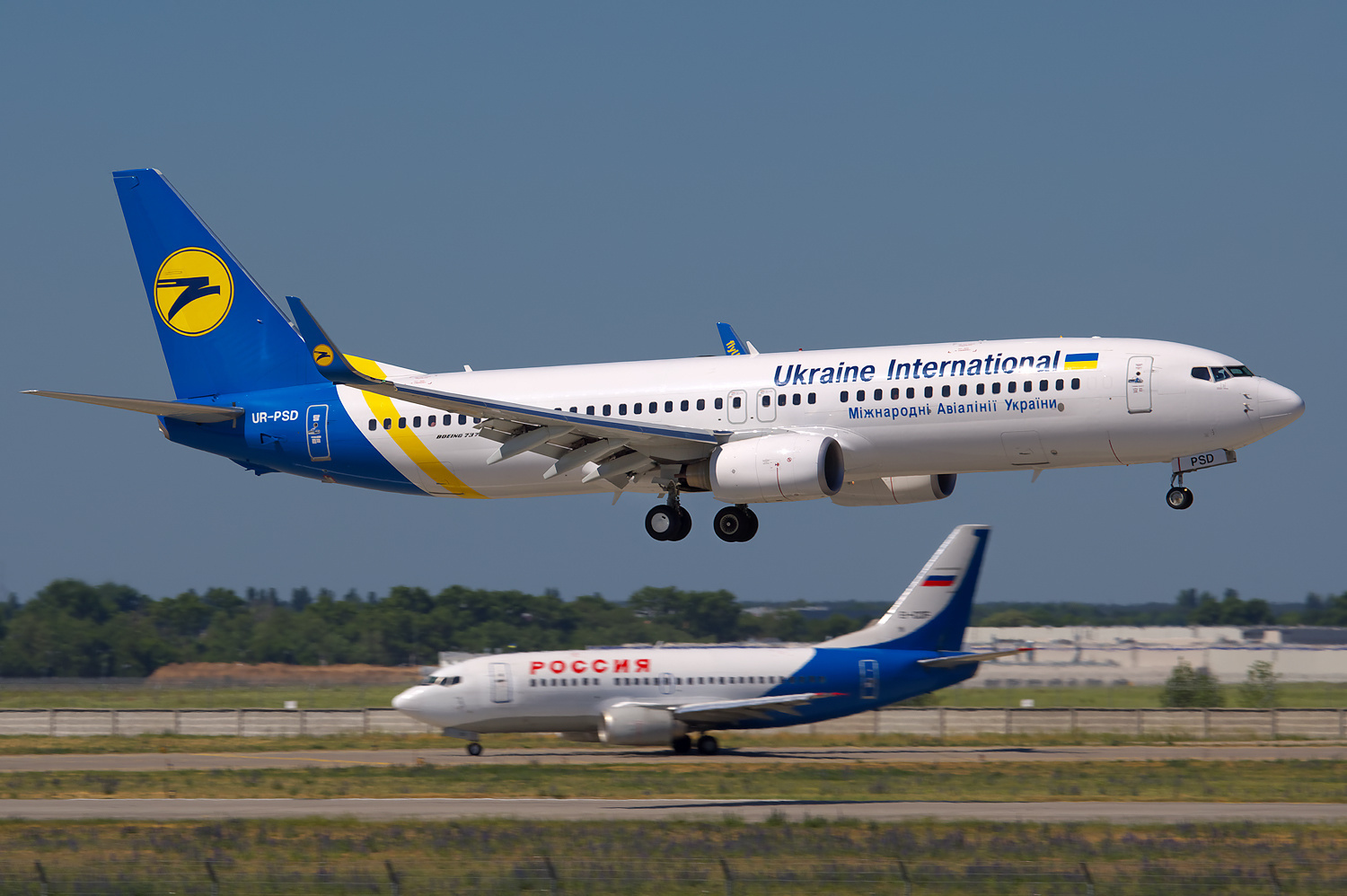
Boeing 737 Міжнародних авіаліній України